# ハーヴェイ・ライベンシュタイン
ハーヴェイ・ライベンシュタイン（英語: Harvey Leibenstein、1922年8月 - 1994年2月28日）は、消費外部性理論や企業内部組織論に関する研究を行ったアメリカの理論経済学者である。

## 略歴
- 1922年 ソビエト連邦のウクライナにて誕生した。
- 幼少期にカナダに移住した。
- 1945年 アメリカのノースウェスタン大学で経済学を学び、BAを得る。
- 1946年 ノースウェスタン大学からMAを得る。
- 1949年 国際連合の人口局社会事務官になる。
- 1951年 プリンストン大学よりPh.D.を取得する。
- 1951年 カリフォルニア大学バークレー校で教えるが、ランド株式会社の顧問役とも兼任した。
- 1960年 バークレー校の経済学教授となる。
- 1978年～1979年 1年間休暇を取り、プリンストン大学の上級研究所で研究する。
- その後、長らくハーバード大学で教鞭を執った。
- 1994年 マサチューセッツ州ケンブリッジの自宅で死去[1]。

## 研究内容・業績
- 主な業績として消費外部性理論と企業内部組織論が挙げられる。
- 1950年に発表した論文『Bandwagon, Snob and Veblen Effects in the Theory of Consumers' Demand（消費者需要理論におけるバンドワゴン効果、スノッブ効果、及びヴェブレン効果）』では、バンドワゴン効果、スノッブ効果、ヴェブレン効果を提示した。バンドワゴン効果は他者の消費が増えるほど需要が増加する現象、スノッブ効果はバンドワゴン効果とは反対に他者の消費が増えるほど需要が減少する現象、ヴェブレン効果は価格が高いほど顕示的消費が増加する現象を表す。
- 1954年に出版した書籍『A Theory of Economic-Demographic Development（経済学的人口学的発達の理論）』では、マルサス人口論と経済成長理論とを総合し、人口経済学の分野に対して大きな影響を及ぼした。ライベンシュタインは理論経済学の未開拓な領域に挑戦し、結果的に理論経済学を拡張した独創的な経済学者と称されるようになった。
- 1966年に発表した論文『Allocative Efficiency vs. X-Efficiency（配分効率とX効率）』では、主流派経済学の想定する企業の費用最小化や利潤極大化を否定し、労働者が各々の効用を追求する結果、企業内部組織の非効率性が発生することを論じ、X非効率と名づけた。

## 論文
- Bandwagon, Snob and Veblen Effects in the Theory of Consumers' Demand (1950)
- Allocative Efficiency vs. X-Efficiency (1966)

## 書籍
- Economic Backwardness and Economic Growth (1957)
- Allocative Efficiency vs. X-Efficiency (1966)
- Beyond Economic Man (1976)
- Inflation, Income Distribution and X-efficiency Theory (1980)